# Givi Mach'arashvili
Givi Mach'arashvili (in georgiano გივი მაჭარაშვილი?; Mtskheta, 17 maggio 1997) è un lottatore georgiano, specializzato nella lotta libera.

## Biografia
E' allenato da Levan Kobulashvili dal 2008. Garegga nei pesi massimi (fino a 97 kg).
Si è messo in mostra a livello giovanile nel 2018, vincendo il bronzo agli europei under 23 di Instanbul e il titolo iridato di categoria a Bucarest, nei 97 kg. L'anni successivo agli Europei under 23 di Novi Sad 2019 ha ottenuto il bronzo.
Ai Giochi europei di Minsk 2019 ha vinto la medaglia d'argento, perdendo in finale contro il russo Anzor Khizriev.
Ai mondiali di Belgrado 2022 è stato estromesso dal tabellone principale dallo slovacco Batyrbek Tsakulov, dopo aver battuto il lituano Lukas Krasauskas ai sedicesimi, il kazako Mamed Ibragimov agli ottavi e il macedone Magomedgaji Nurov ai quarti; ha infine battuto l'ungherese Vladislav Baitsaev nella finale per il bronzo.
Agli europei di Zagabria 2023 ha conquistato l'oro superando nell'ordine, il moldavo Radu Lefter, il turco İbrahim Çiftçi, l'ucraino Murazi Mchedlidze, e l'azero Magomedkhan Magomedov.
Ai Giochi olimpici di Parigi 2024 ha vinto la medaglia d'argento nella lotta libera categoria 97 kg, perdendo la finale per l'oro contro il bahreinita Akhmed Tazhudinov.

## Palmarès
| Anno | Manifestazione  | Sede      | Evento | Risultato | Note |
| ---- | --------------- | --------- | ------ | --------- | ---- |
| 2017 | Mondiali U23    | Bydgoszcz | 97 kg  | 9º        |      |
| 2018 | Europei U23     | Istanbul  | 97 kg  | Bronzo    |      |
| 2018 | Mondiali U23    | Bucarest  | 97 kg  | Oro       |      |
| 2019 | Europei U23     | Novi Sad  | 97 kg  | Bronzo    |      |
| 2019 | Giochi europei  | Minsk     | 125 kg | Argento   |      |
| 2019 | Mondiali U23    | Budapest  | 97 kg  | 5º        |      |
| 2022 | Mondiali        | Belgrado  | 97 kg  | Bronzo    |      |
| 2023 | Europei         | Zagabria  | 97 kg  | Oro       |      |
| 2024 | Giochi olimpici | Parigi    | 97 kg  | Argento   |      |